# Pedro de Novo y Colson
Pedro de Novo i Colson (Cadis, octubre de 1846 - Madrid, 18 de febrer de 1931) fou un militar, historiador, poeta i dramaturg espanyol.

## Biografia
D'antics ascendents italians radicats a Venècia, els Novo, en 1862 va ingressar a l'Escola Naval Militar, on el 1864 assolí el grau de guardiamarina. El 1872 fou destinat a Cuba com a alferes de navili i el 1878 fou ascendit a tinent de navili i destinat com a professor de l'Escola Naval Militar a Madrid, on també es dedicà a la seva vocació literària. Va escriure diverses obres històriques i literàries i publicà les revistes Diario de Marina i El Mundo Naval Ilustrado en 1896. A les eleccions generals espanyoles de 1896 fou elegit diputat per Manzanillo (Cuba) i va donar suport al projecte de submarí d'Isaac Peral.
El 1903 va rebre la Gran Creu del Mèrit Naval, el 1908 va ingressar a la Reial Acadèmia de la Història i el 1915 a la Reial Acadèmia Espanyola amb el discurs Los cantores del mar.

## Obres
- Última teoría sobre la Atlántida (1879)
- Sobre los viajes apócrifos de Juan de Fuca y de Lorenzo Ferrer Maldonado (1881)
- Historia de la guerra de España en el Pacífico (1882).
- Vasco Núñez de Balboa (1882).
- La manta del caballo (1878), drama
- Corazón de hombre (1884)
- La bofetada (1890)
- El pródigo (1891)